# El marino que perdió la gracia del mar
El marino que perdió la gracia del mar (午後の曳航 Gogo no eikou?) es una novela del escritor japonés Yukio Mishima publicada por primera vez en el año 1963.
En 1976 fue adaptada al cine por el director Lewis John Carlino con el título The Sailor Who Fell from Grace with the Sea (en Argentina El marino que perdió la gracia del mar, en España Los días impuros del extranjero). Protagonizada por Sarah Miles, Kris Kristofferson y Jonathan Kahn tanto Miles como Kahn fueron nominados a los premios Globos de Oro de 1977.

## Sinopsis
Ryuji, marinero, decide abandonar el mar y sus anhelos tras conocer a la viuda Fusako y enamorarse de ella. Sin embargo Noboru, hijo de la viuda, tras haber idealizado inicialmente al marinero, influenciado por su grupo de amigos no aceptará la decisión de Ryuji de vivir en tierra y convertirse en su padre.

## Personajes
- Noboru Kuroda: Adolescente de trece años, viene de una familia adinerada. Vive solo con su madre ya que su padre muere cuando él tenía 8 años de edad. Desde pequeño es encerrado en su cuarto antes de irse a dormir. Es un buen estudiante y está consciente de su intelecto elevado para su edad. Tiene un grupo de amigos los cuales también son de alto intelecto y se dedican a hablar sobre los adultos. Aunque él llega a encariñarse con el marino el hecho que venga a convertirse en su padre le parece deplorable.

- Fusako Kuroda: Mujer de aproximadamente 30 años, vive sola con su único hijo al convertirse en viuda. Es una mujer muy trabajadora y adinerada quien se encarga del negocio de su difunto esposo. Ella a pesar de tener una vida muy cómoda se siente sola, esto causa su gran atracción hacia Ryuji.

- Ryuji Tsukazaki: Es un simple marino quien en una de las paradas del barco donde trabaja, El Rakuyo, se enamora de Fusako. Es una persona con una personalidad algo fría que intenta adaptarse de nuevo a la vida en tierra que no experimentaba desde hace ya mucho tiempo. Intenta integrarse a su nueva familia lo cual le resulta muy difícil debido a que Noboru no ha tomado una decisión definitiva en cuanto a él.

- Shibuya: Socio de negocios de Fusako y antiguo socio de su difunto esposo, él tiene una fascinación por la moda.

- Yoriko: Una actriz extremadamente bella pero con mala suerte en cuanto a relaciones amorosas, ella cree tener una muy buena relación con Fusako aunque en realidad ella Fusako no la soporta, durante una charla ella le recomienda a Fusako contratar a un investigador para Ryuji.

- Jefe: Tiene trece años, es el líder de la pandilla la cual es parte Noboru, el cree que el mundo es un lugar cruel en el cual es necesario prepararse para ver las escenas más grotescas sin voltear la cara ya que eso para él es un hombre de verdad. Cree que la libertad verdadera es poder hacer cualquier acción sin represalias, incluso el asesinato. Vive prácticamente solo ya que sus padres casi nunca están en casa y por eso los detesta.

## Espacios Físicos
Espacios físicos del texto literario.
- Casa de los Kuroda: Casa de los Kuroda: Es una casa grande y muy alta, algo angosta debido a su estilo victoriano. Noboru tiene un cuarto propio al igual que su madre, Noboru en el armario de su cuarto encuentra un hoyo hacia el cuarto de su madre, donde la espía.

- Muelle de Yamauchi: Lugar de encuentro para Noboru, el Jefe y el resto de la pandilla, donde hablan y planean sus siguientes acciones.

- Hong Kong: Sitio donde Ryuji encuentra a una prostituta china la cual le presta sus servicios a Ryuji por más incómodo que sintió al principio.

- El Rakuyo: gran barco mercante en el cual Ryuji trabaja hasta que decide retirarse del mar y vivir en la casa de los Kuroda.

- El parque: Lugar donde Ryuji lleva a Fusako Kuroda y le pide matrimonio.

## Citas
«El pensamiento de separarse de ella al día siguiente era doloroso, pero tenía una máxima que contrarrestaba ese dolor, unas palabras etéreas que sonaban en sus sueños una y otra vez: "El hombre parte en busca de la gran causa, y la mujer queda atrás". Sin embargo, Ryuji sabía mejor que nadie que en el mar no había gran causa alguna que buscar. En el mar había sólo guardias que unían el día y la noche, tedio prosaico y míseras condiciones de forzado.»
«Y sin embargo, en la travesía de vuelta del último viaje, Ryuji había descubierto que estaba cansado, mortalmente cansado del aburrimiento de la vida del marino. Tenía la certeza de que lo había probado todo en ella, hasta las heces, y estaba harto. ¡Qué loco había estado! No había gloria que encontrar en ningún lugar del mundo. Ni en el hemisferio Norte. Ni en el hemisferio Sur. Ni siquiera bajo la estrella con que todo marino sueña: la Cruz del Sur.»
«Los fantasmas del mar y de los barcos y de los viajes oceánicos existían tan sólo en aquel aliento fresco y rutilante. Pero, con el paso de los días, veía cómo se iba adhiriendo a Ryuji otro de los groseros olores de la rutina de la tierra: el olor del hogar, el olor de los vecinos, el olor de la paz, de las frituras de pescado, de las bromas, del mobiliario que nunca cambiaba de lugar, de los libros del presupuesto familiar, de las excursiones de fin de semana... Todos los pútridos olores que despiden los hombres que habitan en la tierra: el hedor de la muerte.»